# Scaptomyza carinata
Scaptomyza carinata är en tvåvingeart som beskrevs av Toyohi Okada 1973. Scaptomyza carinata ingår i släktet Scaptomyza och familjen daggflugor.
Artens utbredningsområde är Mongoliet. Inga underarter finns listade i Catalogue of Life.